# Vicent Ruiz Monrabal
Vicent Ruiz Monrabal (en catalan) ou Vicente Ruiz Monrabal (en espagnol), né à Sedaví en 1936 et mort le 7 septembre 2011, est un avocat et homme politique valencien.

## Biographie

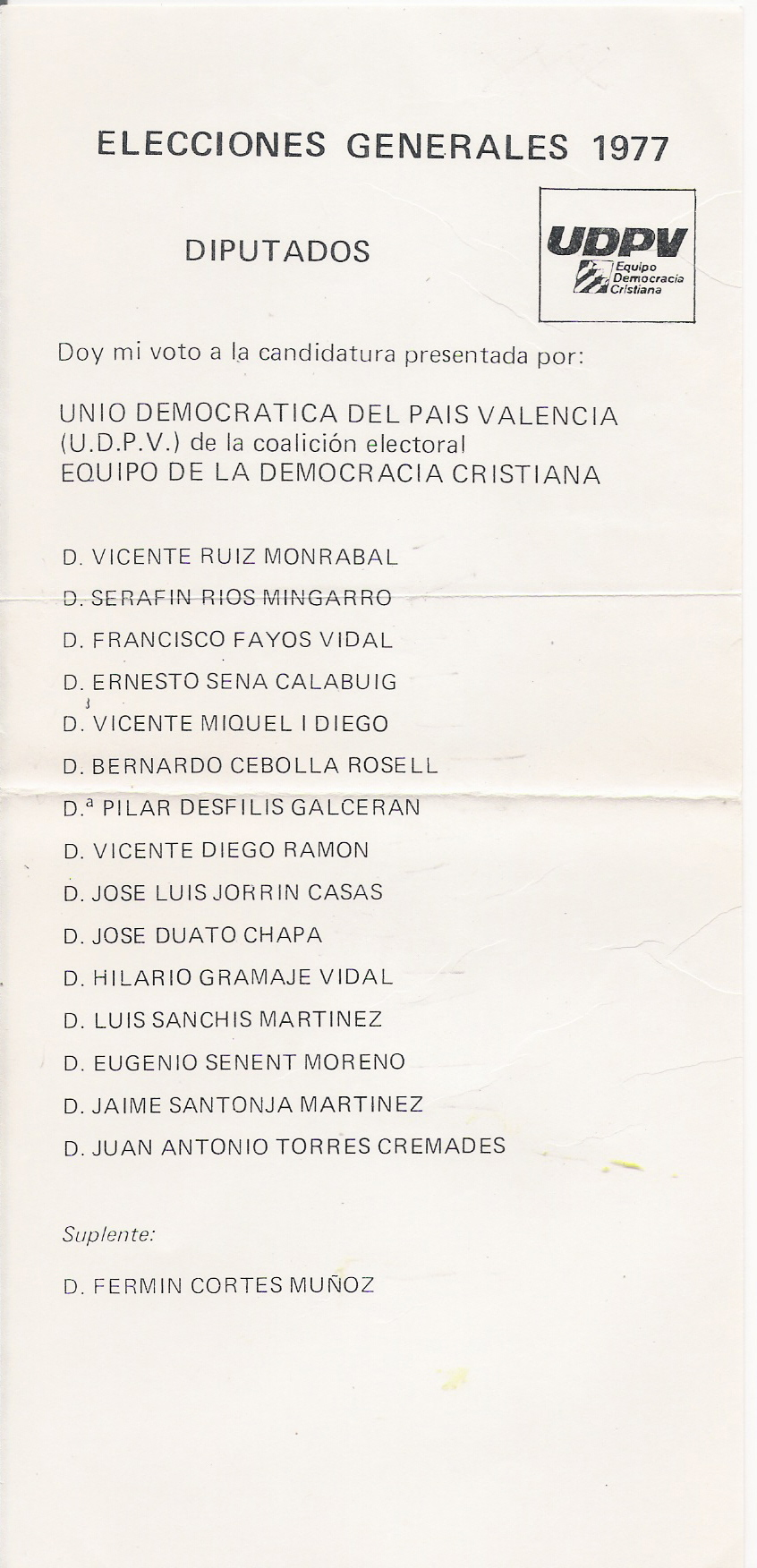
Liste d'UDPV pour les élections au Congrès pour la circonscription de Valence en 1977. Ruiz est tête de liste.

Licencié en droit de l'Université de Valence, il exercera la profession d'avocat. il milite dans les jeunesses d'Action catholique et préside le mouvement apostolique Joventut Agrícola i Rural Catòlica (Jeunesse agricole et rurale catholique, JARC),, qui assume peu à peu une posture politique démocrate chrétienne (c'est-à-dire opposé au régime franquiste alors en place en Espagne), pour déboucher sur la constitution d'Unió Democràtica Valenciana (Union démocratique valencienne), qui intègre en 1972 l'Unió Democràtica del País Valencià (UDPV), parti politique fondé dans la clandestinisté en 1965.

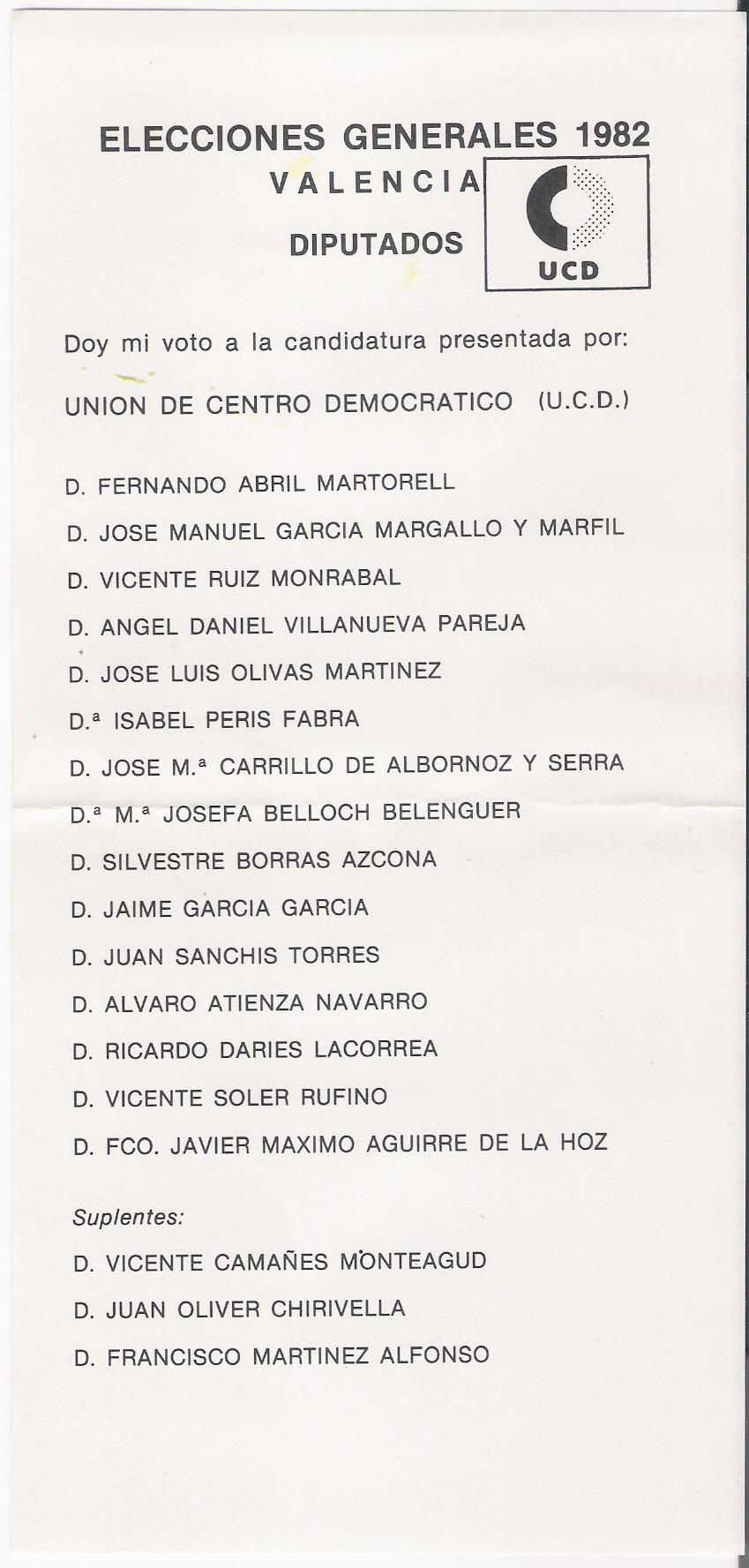
Liste de l'UCD des élections au Congrès pour la circonscription de Valence en 1982. Ruiz Monrabal occupe le troisième rang.

Ruiz Monrabal est nommé secrétaire général de l'UDPV, et figure en tête de liste aux Élections générales espagnoles de 1977 pour la coalition Equipo Demócrata Cristiano del Estado Español, dont la principale revendication est l'obtention d'un Statut d'autonomie pour le Pays valencien, mais il n'est pas élu. Après cet échec, il abandonne l'UDPV et intègre l'Union du centre démocratique (UCD), au sein duquel il est élu député pour Valence de la Ire législature (1979-1982),.

## Œuvres
- Els Nostres Avantpassats, Malnoms de la Bona Gent y Asociaciones de Sedaví (2008)